# Бродяги (фильм, 1986)
«Бродяги» (англ. Nomads) — дебютный кинофильм американского режиссёра Джона Мактирнана, который также является его единственной сценарной работой. Второе название фильма "Кочевники".

## Сюжет
Французский учёный-антрополог Жан Шарль Помье, долгие годы скитавшийся в научных экспедициях на севере, и его жена Ники поселились в Лос-Анджелесе. Не успели они начать спокойную жизнь среди цивилизации, как антрополога Жана начала преследовать банда панков. Когда Помье начинает следить за ними, он понимает, что по настоящему они являются злыми духами северных народов, которые принимают человеческий облик и появляются в местах, связанных с насилием и смертью. Он пытается бежать от них, но безуспешно.

## Съёмочная группа
- Режиссёр: Джон МакТирнан
- Сценарий: Джон МакТирнан
- Продюсер: Эллиотт Кастнер
- Оператор: Стивен Рэмси
- Художник: Марсия Хайндз
- Композитор: Билл Конти
- Монтаж: Майкл Джон Бэйтмэн

## В ролях
- Пирс Броснан — Жан Шарль Поммье
- Лесли-Энн Даун — доктор Эйлин Флакс
- Анна-Мария Монтечелли — Вероник «Ники» Поммье
- Адам Энт — Номер один, кочевник
- Гектор Меркадо — Конский хвост, кочевник
- Джози Коттон — Серебряное кольцо, кочевница

## Другие названия
- «Номады» (1986).